# Costulostega vittata
Costulostega vittata is een mosdiertjessoort uit de familie van de Chorizoporidae. De wetenschappelijke naam van de soort is, als Lepralia vittata, voor het eerst geldig gepubliceerd in 1869 door MacGillivray.